# Braus & Saus
Braus & Saus ist eine Stahlachterbahn vom Modell Family Shuttle Launch Coaster des Herstellers ART Engineering im Freizeitpark Potts Park in der ostwestfälischen Stadt Minden in Nordrhein-Westfalen. Die Achterbahn wurde am  12. Juli 2025 eröffnet und kombiniert die Eigenschaften eines Launched Coasters mit denen eines Shuttle Coasters. Es ist der erste Shuttle Coaster des genannten Herstellers.

## Daten
Die Strecke ist 220 m lang, wobei der zurückgelegte Weg ca. doppelt so lang ist. Sie erstreckt sich auf einer Grundfläche von 80 m × 28 m und erreicht eine Höhe von 19 m. Mittels Reibräder-Abschuss und -Boosts wird der Zug auf eine Höchstgeschwindigkeit von 50 km/h beschleunigt.

## Fahrt
Die Fahrt beginnt damit, dass der Zug zunächst aus der Station heraus in eine Art Garage (der Park nennt diese Steinzeitwaschstraße) gefahren wird, an dessen Seiten Elefanten und rotierende Waschanlagenbürsten stehen. Dort hält der Zug kurz an und vor ihm ist ein noch geschlossenes Tor. Das Tor öffnet sich, doch anstatt dass der Zug nun vorwärts weiter fährt, wird er mittels Reibrädern rückwärts beschleunigt, durchfährt die Station und einen dahinter befindlichen, leicht verdrehten Spike hinauf. Diesen fährt der Zug nun wieder vorwärts hinab, wird in der Station und der dahinter befindlichen Garage weiter beschleunigt und es beginnt der eigentliche Achterbahnabschnitt mit zahlreichen Kurven und Hügeln. Es folgt eine Gerade, auf der der Zug weiter beschleunigt wird. Diese Gerade ist leicht nach links geneigt. Nach dieser Geraden gibt es einen weiteren, nach rechts und links verdrehten Spike. Diesen fährt der Zug wieder rückwärts hinab und durchfährt die gesamte Strecke nun rückwärts. Der Zug wird allerdings nicht in der Station gebremst, sondern durchfährt diese noch ein weiteres Mal, erklimmt den ersten Spike nochmals und wird anschließend in der Station und der Garage abgebremst. Der Zug wird nun zurück in die Station gefahren.

## Zug
Braus & Saus besitzt einen Zug mit acht Wagen. In jedem Wagen können zwei Personen Platz nehmen.